# Gerard Mullins
Gerard Mullins –conocido como Gerry Mullins– (Limerick, 29 de diciembre de 1953) es un jinete irlandés que compitió en la modalidad de salto ecuestre. Ganó una medalla de bronce en el Campeonato Europeo de Saltos Ecuestres de 1979, en la prueba por equipos.

## Palmarés internacional
| Campeonato Europeo | Campeonato Europeo      | Campeonato Europeo | Campeonato Europeo |
| Año                | Lugar                   | Medalla            | Categoría          |
| ------------------ | ----------------------- | ------------------ | ------------------ |
| 1979               | Róterdam (Países Bajos) | Medalla de bronce  | Por equipos        |